# Кокс, Лаверна
Лаве́рна Кокс (англ. Laverne Cox; урожд. Ро́дерик Лаве́рн Кокс (англ. Roderick Laverne Cox); род. 29 мая 1972, Мобил, Алабама) — американская актриса, продюсер и ЛГБТ-активистка. Кокс добилась наибольшей известности благодаря своей роли Софии Бурсет в сериале Netflix «Оранжевый — хит сезона». Эта роль принесла ей номинацию на премию «Эмми» в 2014 году, тем самым делая её первой транс-женщиной, выдвинутой на награду в актёрской категории. В том же году актриса вошла в историю, став первой трансгендерной женщиной, появившейся на обложке журнала Time.. В 2015 году она была включена в список ста наиболее влиятельных людей года по мнению журнала Time.

## Биография
Родерик Лаверн (по другим данным — Леверн) Кокс родился в городе Мобил, штат Алабама. Был воспитан матерью-одиночкой и бабушкой. У него есть брат-близнец Реджинальд Ламар Кокс, который сыграл роль Софии Бурсет до трансгендерного перехода в сериале «Оранжевый — хит сезона». В возрасте 11 лет Кокс попытался покончить с собой, после того, как понял что у него возникают чувства к одноклассникам, а также из-за издевательств в школе.
Кокс окончил школу искусств в Бирмингеме, Алабама, где изучал литературу, но потом сменил специальность на классический балет. На протяжении двух лет он проучился в Индианском университете в Блумингтоне, прежде чем перевёлся в колледж Мэримаунт в Нью-Йорке, где снова сменил специальность, на этот раз на актёрское мастерство. Приблизительно в это время он начал представляться женщиной по имени Лаверна Кокс.
Живя в Нью-Йорке, Лаверна Кокс снималась в нескольких независимых кинофильмах, играя небольшие роли. На телевидении Кокс дебютировала в 2008 году, в эпизоде сериала «Закон и порядок: Специальный корпус», а позже появилась в «Закон и порядок» и «Смертельно скучающий». В 2010 году она стала ведущей и продюсером шоу Transform Me на VH1. Её прорыв произошёл в 2013 году, после выхода сериала Netflix «Оранжевый — хит сезона», где Кокс сыграла роль трансгендерной заключённой Софии Бурсет. Эта роль принесла ей номинацию на премию «Эмми» в 2014 году, тем самым делая её первой транссексуалкой, выдвинутой на награду в актёрской категории. В 2015 году она вместе с другими актрисами получила премию Гильдии актёров США.
В 2014 году Кокс была удостоена специальной премии GLAAD за свою работу в качестве адвоката для ЛГБТ. Позже она вошла в историю, став первым трансгендерным человеком, появившимся на обложке журнала Time.
В 2014—2015 годах Кокс была приглашённой звездой в сериалах «Фальсификация», «Руководство подруг к разводу» и «Проект Минди». В начале 2015 года она была приглашена на одну из центральных ролей в пилоте юридической драмы «Сомнение» для CBS. Кокс таким образом стала первым трансгендерным человеком, сыгравшим регулярную роль трансгендерного человека в проекте национального телевидения. Роль была специально создана для трансгендерной актрисы.
В 2019 году актрису можно было увидеть в комедийном боевике «Ангелы Чарли» и в мелодраме «Ты умеешь хранить секреты?», в 2020 году — в комедийном хорроре «Мои волосы хотят убивать». В 2021 году вышел триллер «Девушка, подающая надежды», в котором снялась Кокс.

## Фильмография
| Год       |     | Русское название                    | Оригинальное название                                       | Роль                            |
| --------- | --- | ----------------------------------- | ----------------------------------------------------------- | ------------------------------- |
| 2000      | кор | Бетти Андерсон                      | Betty Anderson                                              | Дейдре                          |
| 2004      | ф   | Короли Бруклина                     | The Kings of Brooklyn                                       | девушка                         |
| 2008      | с   | Закон и порядок: Специальный корпус | Law & Order: Special Victims Unit                           | Кэндис                          |
| 2008      | с   | Закон и порядок                     | Law & Order                                                 | Минни                           |
| 2008      | кор | —                                   | All Night                                                   | Лайла                           |
| 2009      | с   | Смертельно скучающий                | Bored to Death                                              | трансгендерная проститутка      |
| 2009      | ф   | —                                   | Uncle Stephanie                                             | Стефани                         |
| 2010      | ф   | Рай в Бронксе                       | Bronx Paradise                                              | проститутка                     |
| 2011      | ф   | Карла                               | Carla                                                       | Синнамон                        |
| 2011      | ф   | Музыкальные стулья                  | Musical Chairs                                              | Шантель                         |
| 2011      | кор | —                                   | Migraine                                                    | Лола                            |
| 2012      | ф   | —                                   | The Exhibitionists                                          | Блит Стэргейзер                 |
| 2013      | ф   | 36 святых                           | 36 Saints                                                   | Джинесус                        |
| 2013—2019 | с   | Оранжевый — хит сезона              | Orange Is the New Black                                     | София Бурсет                    |
| 2014      | ф   | Гранд-стрит                         | Grand Street                                                | Шардоне                         |
| 2014      | с   | Фальсификация                       | Faking It                                                   | Марго                           |
| 2014      | с   | Руководство подруг к разводу        | Girlfriends’ Guide to Divorce                               | Адель Нортроп                   |
| 2015      | ф   | Бабушка                             | Grandma                                                     | Дети                            |
| 2015—2017 | с   | Проект Минди                        | The Mindy Project                                           | кузина Шина                     |
| 2016      | тф  | Шоу ужасов Рокки Хоррора            | The Rocky Horror Picture Show: Let’s Do the Time Warp Again | доктор Фрэнк-н-Фертер           |
| 2017      | ф   | Цирк уродов                         | Freak Show                                                  | Фелиша Уоттс                    |
| 2017      | с   | Сомнение                            | Doubt                                                       | Кэмерон Уирт                    |
| 2017      | тф  | —                                   | The Trustee                                                 | Аманда Джонс                    |
| 2019      | с   | Странный город                      | Weird City                                                  | Ликвия                          |
| 2019      | мс  | Тука и Берти                        | Tuca & Bertie                                               | Эбони Блэк / судья Спэрроу      |
| 2019      | с   | Дорогие белые                       | Dear White People                                           | Синтия Фрай                     |
| 2019      | с   | Дамы шутят по-чёрному               | A Black Lady Sketch Show                                    | Киана                           |
| 2019      | ф   | Ты умеешь хранить секреты?          | Can You Keep a Secret?                                      | Сибилл                          |
| 2019      | ф   | Ангелы Чарли                        | Charlie’s Angels                                            | инструктор-бомбист              |
| 2020      | с   | Аквафина — Нора из Куинса           | Awkwafina Is Nora from Queens                               | Бог                             |
| 2020      | ф   | Мои волосы хотят убивать            | Bad Hair                                                    | Верджи                          |
| 2020      | ф   | Девушка, подающая надежды           | Promising Young Woman                                       | Гейл                            |
| 2020      | с   | Умерь свой энтузиазм                | Curb Your Enthusiasm                                        | в роли самой себя               |
| 2021      | с   | Чёрный список                       | The Blacklist                                               | доктор Лейкер Периллос          |
| 2021      | ф   | —                                   | Senior Entourage                                            | Лаверна                         |
| 2021      | в   | —                                   | The Normal Heart                                            | доктор Эмма Брукнер             |
| 2021      | ф   | Красотка на взводе                  | Jolt                                                        | детектив Невин                  |
| 2022      | с   | Изобретая Анну                      | Inventing Anna                                              | в роли тренера по знаменитостям |